# ネクトカリス
ネクトカリス（学名：Nectocaris）は、約5億年前の古生代カンブリア紀の海に棲息したネクトカリス科の動物の一属。平たい体は両筋に鰭を、先頭に1対の長い付属肢を持つ。バージェス動物群から初めて発見され、のちに澄江動物群やエミュー・ベイ頁岩からにも見つかっている。
19世紀後期では節足動物と脊索動物的な性質を兼ね備えた分類不明な動物として記載され、2010年の再記載により頭足類に近縁であると推測された。特に再記載者であるマーティン・スミス (Martin R. Smith) はその説を強く支持しているが、一方でこの動物の頭足類および軟体動物としての親和性に疑問を呈する研究が大多数を占める。2020年代では近縁種と共に、本属含めてネクトカリス科は基盤的な毛顎動物（ヤムシ）であるという説が有力視されている。

## 発見と命名
1976年に、サイモン・コンウェイ・モリス (Simon Conway Morris) によって、バージェス頁岩から見つかったたった一つの化石標本に基づいて報告され、Nectocaris pteryx と命名された。学名は「泳ぐエビ」（ギリシャ語 nekto 泳ぐ + caris エビ）、模式種（タイプ種）の種小名は「鰭」（ギリシャ語 pteryx）を意味する。

## 形態

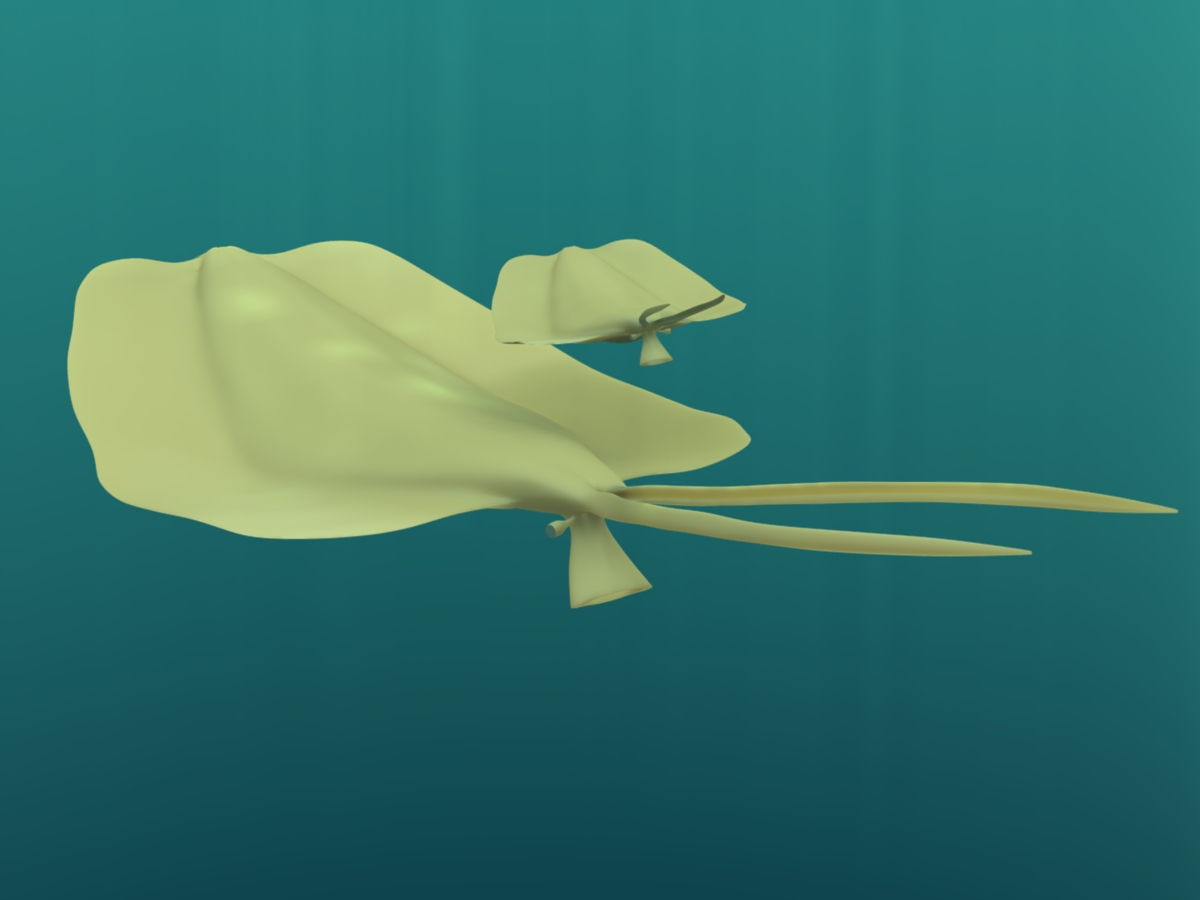
小型個体と大型個体の復元図

全長最大10cm程度に達する。形態がほぼ同じながらも小型の個体（~3cm）と大型の個体（~10cm）が知られており、性的二型を示している可能性がある。
胴部は平たく凧状で、両筋に沿って鰭が張り出しているが、尾鰭はない。頭部は小さく、左右にはカメラ眼と思われる丸い眼が1対の眼柄を介して突出している。正面には1対の細長い付属肢を、腹面には1つの漏斗状の器官を持つ。
内部構造も化石に保存されており、消化器官とみられる体腔や一対の節に分かれた塊状の構造が確認される。また、頭部の直後には中央1枚と左右2枚の板でできた顎状の口器 (jaw apparatus) が内蔵される。

## 生理学と生態
ネクトカリスは遊泳性の動物（ネクトン）であったと推測されている。頭足類説（後述）を踏襲すると、頭部正面の付属肢は採餌（捕食もしくは腐肉食）用の触手、腹面の漏斗状器官は水をジェット噴射して移動するための漏斗とされていたが、この説に対しては否定的な意見もあり、例えば漏斗状器官は咽頭のような口器であった可能性もある。後に有力視される毛顎動物説では、ネクトカリス類は全般的に発達した視覚で獲物を探す遊泳性捕食者とされ、先頭の付属肢は触角で、ネクトカリスにおける漏斗状器官は口器の一部とされる。

## 復原史と分類

### 初期研究（1970 - 2000年代）
2010年代の再記載以前は、不完全な単一の化石標本のみ知られ、分類は明確ではなかった。Conway Morris 1976 によって最初に記載をなされ、Simonetta 1988 では脊索動物であるという説が発表されていた。当時唯一の化石は珍しく斜め側面に保存されたものであり、胴体が細く鰭が上下に並ぶように見えて、頭部の漏斗状構造が丸く押しつぶされて、先頭の付属肢は不完全だった。そこから推定された体の構造は、細長い体の先端には、丸い甲皮で覆われた頭部に一対の眼があり、1または2対の短い触角らしきものが伸びている。体の残りの部分は縦に扁平で体節があり、上下に鰭のような構造があった。頭部はエビのような節足動物の特徴をもつが附属肢はなく、体部はむしろピカイアのような脊索動物に似ていることから、スティーヴン・ジェイ・グールドは1989年の著書『ワンダフル・ライフ バージェス頁岩と生物進化の物語』の中でネクトカリスを「節足動物と脊索動物のキメラ生物」とまとめている。
後にネクトカリスのジュニアシノニム（後述）とされるベツストベルミス (Vetustovermis, 幾つかの一般向け報道では Vetustodermis と誤記される) は、原記載の Glaessner 1979 で多毛類の環形動物との類似点を指摘され、Luo 1999 では節足動物とされていたが、Chen et al. 2005 ではペタリリウム (Petalilium, 同記載では Petalium と誤記される) がそのジュニアシノニムとされる同時に、腹足類の軟体動物と似た形態に復原され、既存の動物門に帰属しないものとされていた。

### 頭足類説

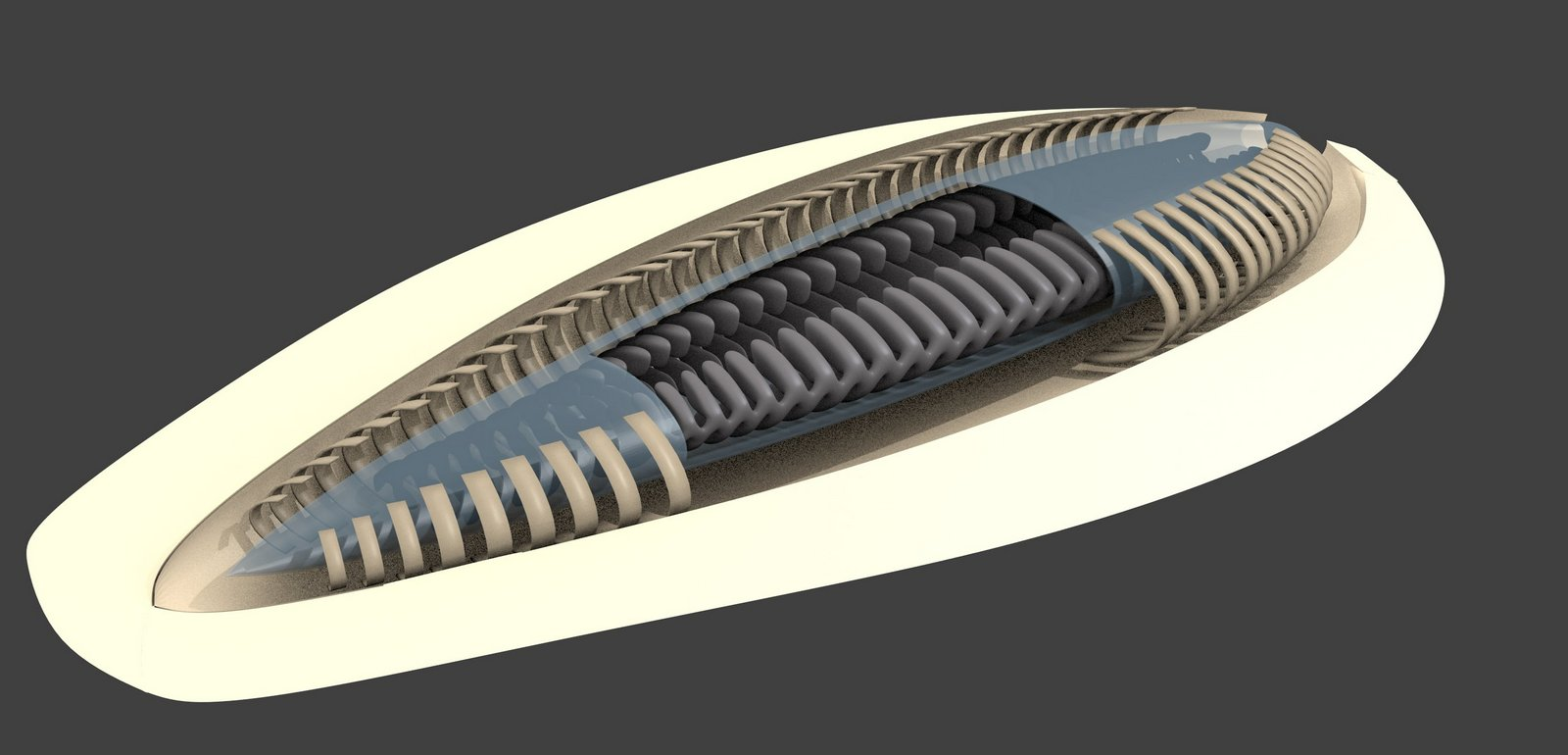
頭足類説に基づいたネクトカリスの胴部内部構造

この古生物の復元像の解明に動きがあったのは、カナダ・トロント大学のマーティン・スミスとジーン・バーナード・キャロンによる2010年の再記載であり、新たに発見された90点の化石標本を基にネクトカリスを再復元した。再記載の復元像では胴体は幅の広い鰭をもつ円錐形で、頭部からは柔らかな1対の触手がのびており、腹面には漏斗状の構造もあった。胴部内は空間が空き、そこに1対の鰓が並んでいた。スミスらはこれらの特徴をイカなど外殻をもたない頭足類との類似を基に、ネクトカリス含めてネクトカリス類（後述）を基盤的（ステムグループ）な頭足類と位置付けて、初期の頭足類は従来の説における殻をもつグループ（後述）ではなく、ネクトカリス類のような殻をもたないグループから進化したという異説を提唱した。再記載者の一人であるマーティン・スミスの後続の研究もこの説が支持され続けている。

### 頭足類説への反発
- Plectronoceras（Plectronocerida類）

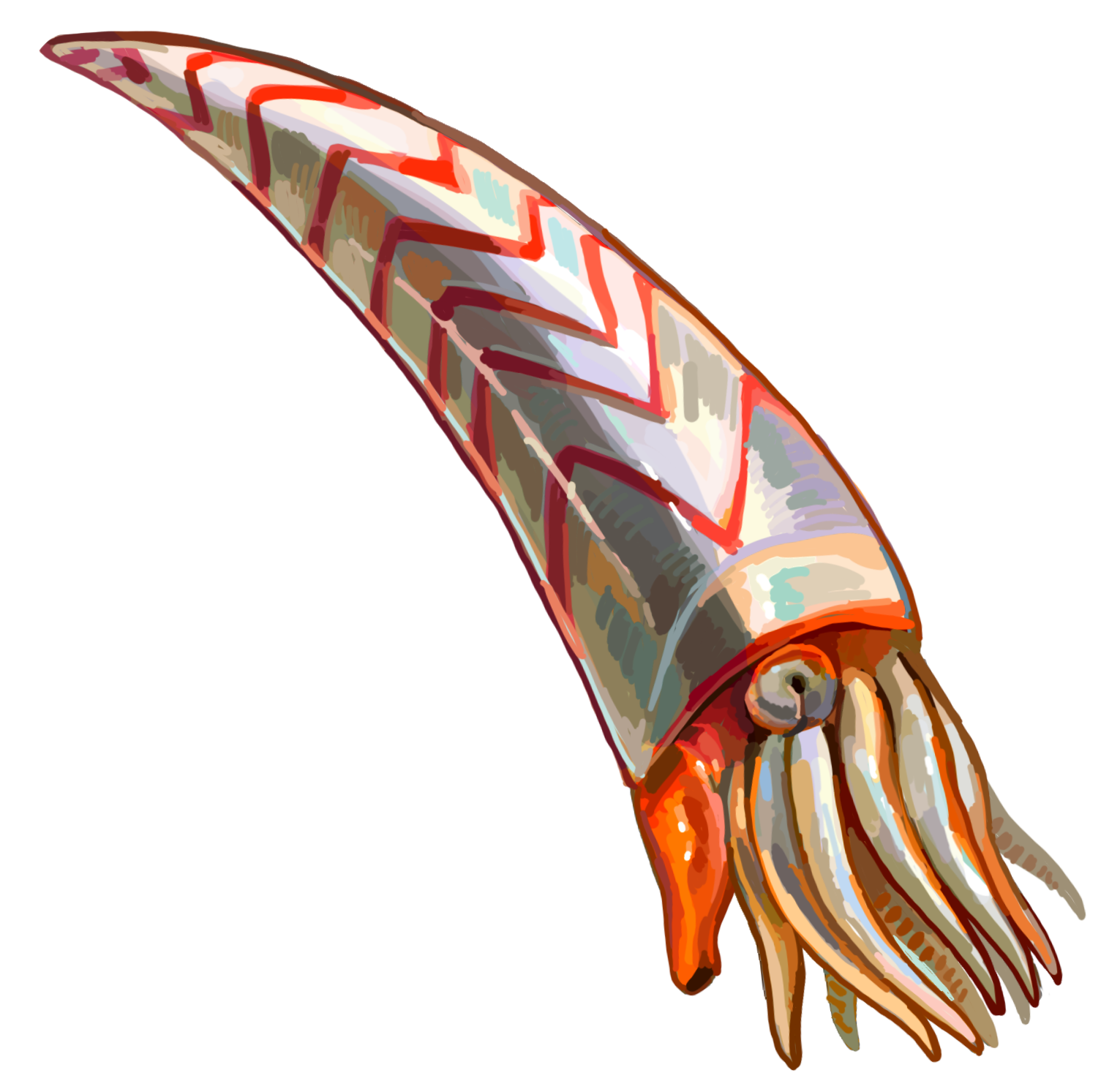
（類）

しかし、大多数の研究は前述した頭足類説に賛同していない。理由の一つとして、一般的な頭足類の進化モデルとネクトカリス類の形態が一致しないという点が挙げられる。頭足類はカンブリア紀後期に登場したオウムガイ類 (Plectronocerida類) や、その後登場する直角貝類、アンモナイト類など、殻のある頭足類がまず出現し、そこから現生のイカ・タコのように軟体性のグループが進化した、と考えられていたのが、ネクトカリス類のような殻をもたないグループが殻をもつグループに先行することになるからである。デボン紀から石炭紀の化石からも、殻を持たないイカ・タコのような頭足類はむしろバクトリテス類のような殻を持つグループから進化したという説が支持されている。それに加えて、ネクトカリス類の頭足類的とされた特徴も別器官の可能性がある。このことから、ネクトカリス類は頭足類に分類されるべきではなく、左右相称動物の incertae sedis として扱う方がより的確であるとされる。
代替的な分類案として、恐蟹類（アノマロカリスやオパビニアが属するグループ）に属するという説もあったが、別研究により否定されている。軟体動物を含むより大きな分類群、冠輪動物に含まれると提案された場合もある。
2020年代では、本属とその近縁（Nektognathus、ティモレベスティアなど）で判明した担顎動物的な口器や毛顎動物的な鰭と神経節の構造（ネクトカリスではかつて鰓と考えられた部分）を基に、ネクトカリス類はこれらと同様基盤的（ステムグループ）な毛顎動物である説が有力視されている。

### 近縁
本属はネクトカリス科 (Nectocarididae, ネクトカリス類 nectocaridid) の模試属である。本科は同じ基盤的な毛顎動物とされるティモレベスティアやアミスクウィアと共に「amiskwiiform 」と総称され、そのうちネクトカリス科は小さな頭部と大きなカメラ眼で他の amiskwiiform と区別される。
ネクトカリスに同科の近縁属、もしくは本属の新種として記載されたものはいくつかあるが、そのほとんどが懐疑的である。オーストラリアカンガルー島のエミュー・ベイ頁岩 (Emu Bay Shale) で1つだけ化石が発見されているベツストベルミスや、中国雲南省の澄江動物群のペタリリウムは、Smith 2010 によりネクトカリスと同じネクトカリス科の近縁属と考えられていた。しかし Smith 2013 によると、この2属は単に保存状態の違いを基にネクトカリスから区別され、それ以外にネクトカリスとは別属に値するほどの相違点は見られず、全てがネクトカリスのジュニアシノニムとされるようになった（それぞれ模式種 Vetustovermis planus と Petalilium latus までネクトカリスの模式種 Nectocaris pteryx と同種なのかについては、化石の限れた情報により判断できないとされる）。Smith 2020 ではオルドビス紀の地層から同科の近縁属である Nectocotis が記載され、甲らしき構造をもつことでネクトカリスから区別されたが、Vinther et al. 2025 では本科としての識別形質が不足と評価される。Vinther et al. 2025 は Smith 2013 の上述の見解を踏襲しつつ同科の新属 Nektognathus を記載し、尾鰭をもつことでネクトカリスから区別される。